# Geröll

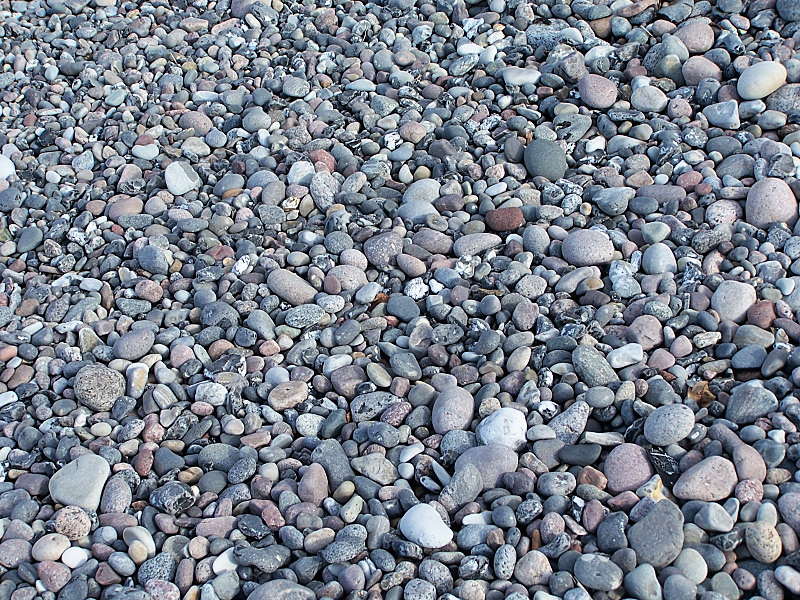
Geröll mit Feuersteinen an der Ostseeküste bei Rostock

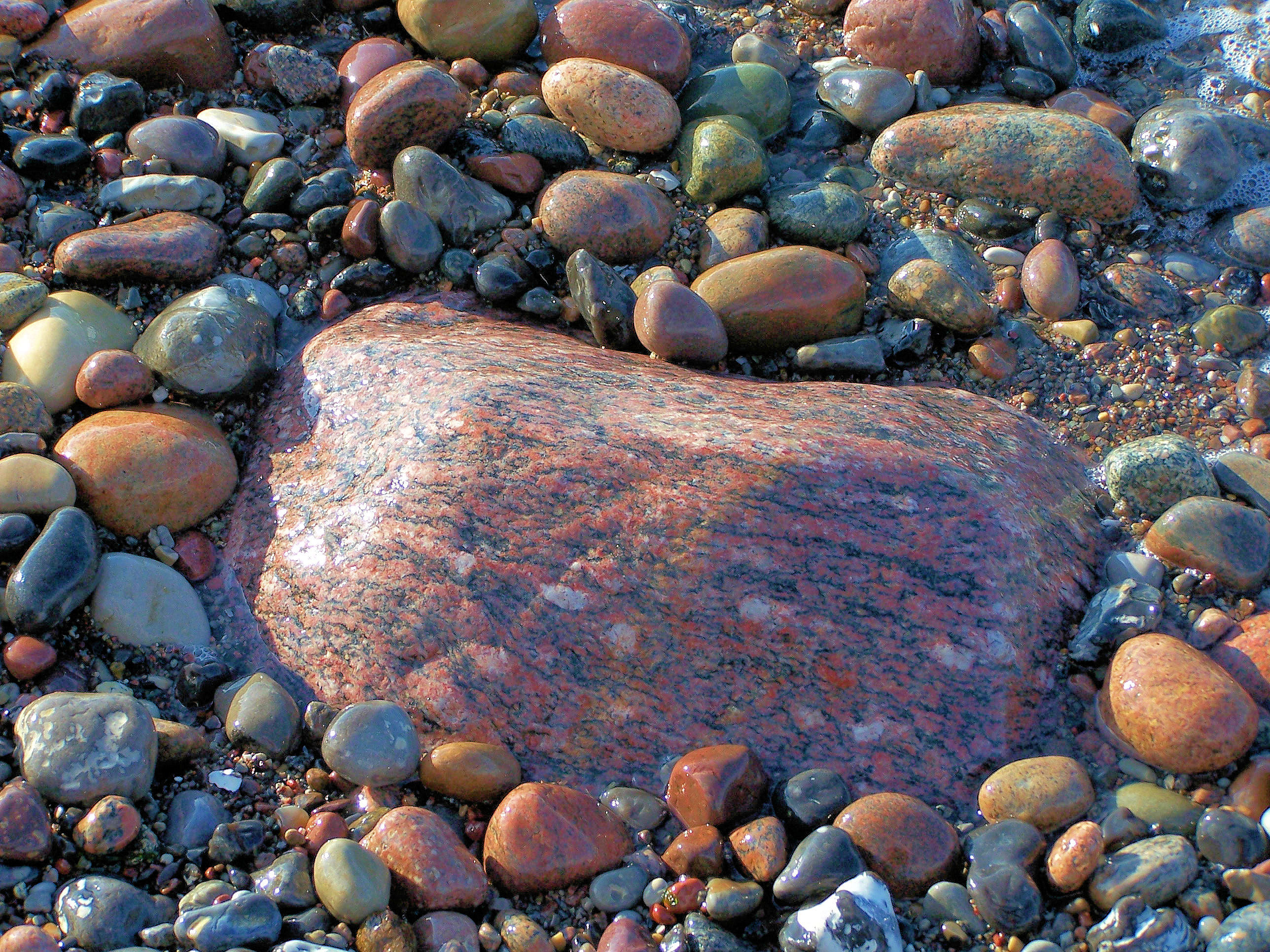
Granit-Findling und eiszeitliches Geröll vor der Steilküste Stoltera

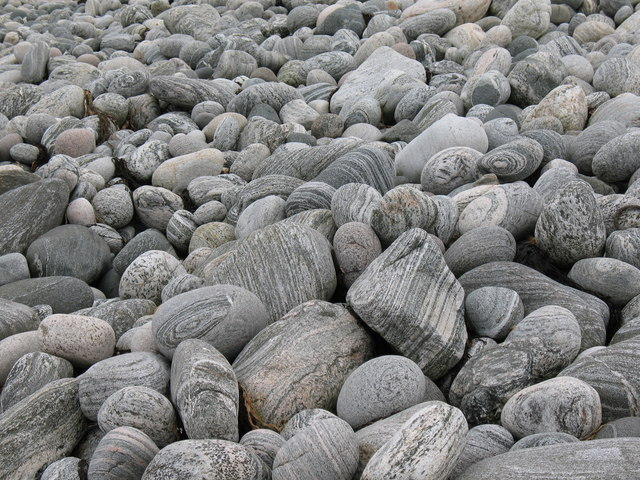
Marines Geröll aus Lewisian-Gneis auf der schottischen Insel Lewis and Harris

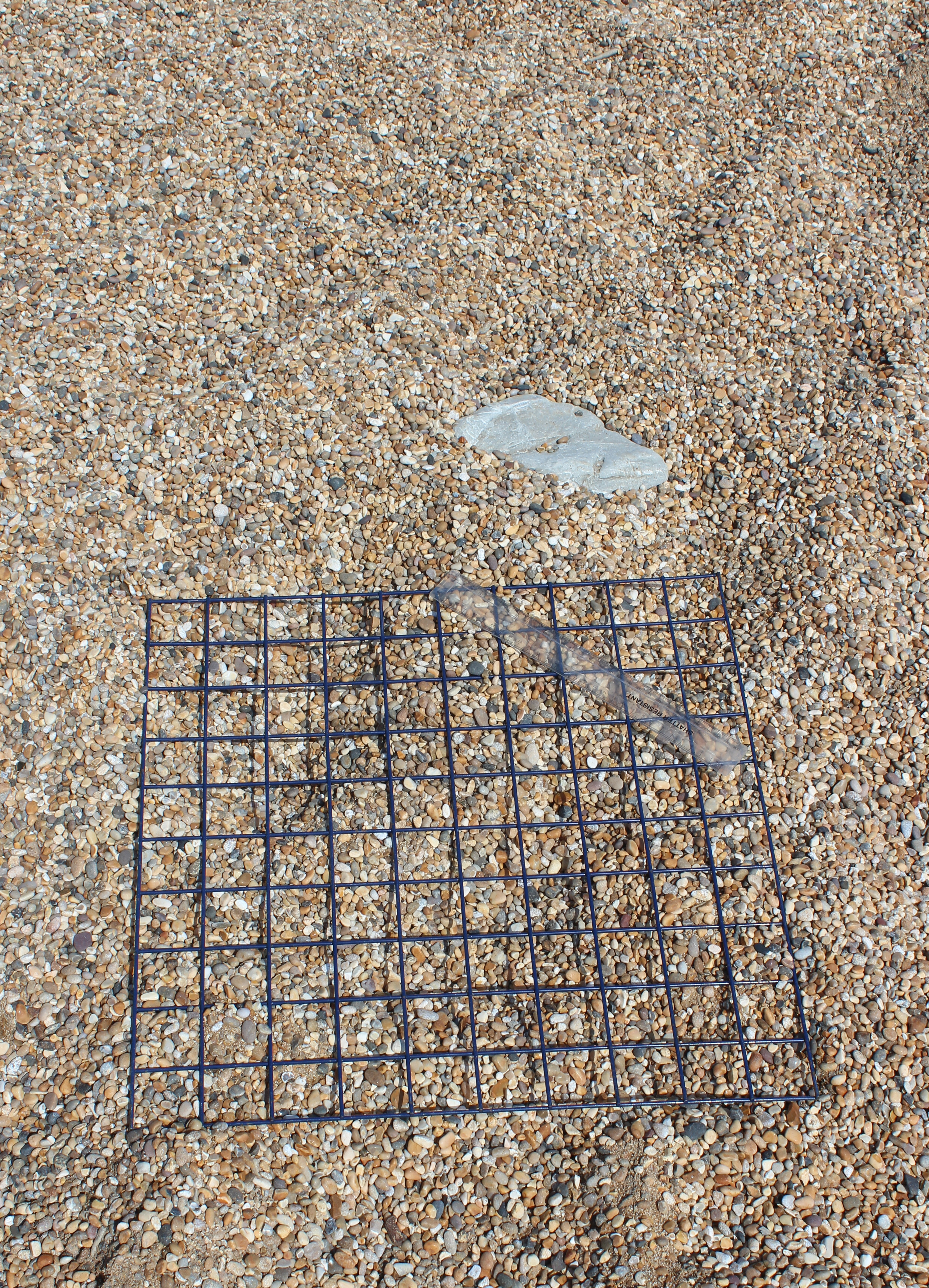
50-cm-Quadrat mit 5-cm-Gitter zum Messen der Geröllgröße (Chesil Beach, England)

Geröll (zu rollen) besteht aus Steinen, also Gesteinstrümmern, die beim Transport durch Wasser, Erdrutsche, Muren oder sonstige Bodenbewegungen zu Tal bewegt werden und deren Bruchkanten dabei mehr oder weniger abgerundet wurden.
Die Größe der Steine liegt überwiegend zwischen 2 und 20 Zentimetern, nach DIN 4022 ist Geröll größer als 63 mm, allgemein zumindest größer als 2 mm (Psephite), Blockgeröll größenmäßig darüber bis Hausgröße. Kleinere Korngrößen nennt man Kies und Sand.

## Unterscheidung
Prinzipiell unterscheidet man
- fluviatiles Geröll: nahe am Wasser ist seine Bewegung als leises Rieseln oder Singen zu hören. Es bildet oft große Kies- bzw. Schotterbänke, die wegen ihrer gleichmäßigen Zusammensetzung der Korngrößen als wichtige Rohstoffe für das Bauwesen dienen. Einzelne Großblöcke nennt man dort Schroppen. Kleinere Rollsteine bezeichnet man in Süddeutschland und darüber hinaus als Wacken.
- marines Geröll (Brandungsgeröll)
- Schuttgeröll, die Mischform aus Schutt und Geröll, die sich als Fuß (Talus) rund um Felstürmen, entlang der Felswände und in Karen und Steiltälern anlagert – diese liegen am Schuttgrenzwinkel, frischer Steinbruch kann nicht liegen bleiben und rollt als Steinschlag zu Tal. In sich wird der Talus durch Frostarbeit langsam weiterbewegt.
- Rieselfluh, durch lockere Erde verbundenes Geröll[1]
- pyroklastische Gerölle.

ferner
- Geröllwüsten: Sie bilden sich aus passiven Windsedimenten, die durch die korrasive Wirkung von Wind und Sand aus vorher scharfkantigen Gesteinsbruchstücken (zu abgeschliffenen Geröllen umgeformt) entstehen.[2]
- Lesesteine: einzeln liegende Steine und Blöcke, die keine Verbindung zum anstehenden Gestein haben.

Sedimentiert und verfestigt sich das Material, entsteht ein Konglomerat (in Unterscheidung zur kantigen Brekzie). Daher gehören Gerölle zu den klastischen Sedimenten. Eine spezielle Form solcher Gesteine sind die Tillite.

## Kunst
Der französische Künstler Paul-Armand Gette sammelt seit 1963 Geröll und verwendet die Steine in seinen Arbeiten, beispielsweise in einer Untersuchung von Geröll der Weißen und Roten Saar.